# بتيلياني ثنائي الأجنحة
بتيلياني ثنائي الأجنحة (الاسم العلمي:Pteleopsis diptera) هو نوع نباتي يتبع جنس البتيلياني من الفصيلة القمبريطية.